# Pistolet maszynowy BXP
BXP – pistolet maszynowy produkowany przez południowoafrykańską firmę Mechem.

## Historia konstrukcji
W latach osiemdziesiątych obowiązywało embargo na dostawy broni do RPA nałożone przez ONZ. Odpowiedzią na embargo był rozwój własnego przemysłu zbrojeniowego.
W 1984 roku w firmie Mechem powstał pierwszy prototyp nowego pistoletu maszynowego, wzorowanego na amerykańskim pistolecie maszynowym Ingram M10. Przez kilka następnych lat trwały testy prototypów i w 1988 roku pistolet maszynowy wprowadzono do produkcji.
W następnych latach BXP stał się podstawowym pistoletem maszynowym armii południowoafrykańskiej.

## Opis konstrukcji
Pistolet maszynowy BXP jest bronią samoczynno-samopowtarzalną. Automatyka broni działa na zasadzie odrzutu zamka swobodnego. Broń strzela z zamka otwartego. Rękojeść przeładowania na szczycie komory zamkowej. Mechanizm spustowy z możliwością strzelania ogniem pojedynczym i seriami. Broń nie posiada przełącznika rodzaju ognia, zastosowano dwuchodowy mechanizm spustowy (krótkie ściągnięcie spustu powoduje oddanie strzału pojedynczego, przy długim ściągnięciu spustu broń strzela ogniem ciągłym). Zasilanie z magazynków 22 i 32 nabojowych dołączanych do gniazda w chwycie pistoletowym. Przyrządy celownicze składają się z muszki i celownika przerzutowego (możliwość montażu celownika kolimatorowego). Kolba składana pod spód broni. Na wylot lufy można nakręcić kilka rodzajów urządzeń wylotowych (tłumik płomieni, tłumik dźwięku, nasadkę do miotania granatów nasadkowych).